# Dipol (Lautsprecher)
Ein Dipol-Lautsprecher ist ein Schallwandler, der die Schallenergie gleichmäßig sowohl nach vorne als auch nach hinten abstrahlt (Abstrahlcharakteristik „Acht“) – Pendant zur Richtcharakteristik von Mikrofonen.
Er ist in seiner einfachsten Form durch Einbau eines einzelnen (Konus-)Lautsprecherchassis in eine offene (Open-baffle-Prinzip) Schallwand realisiert.
Große elektrostatische, magnetostatische oder Bändchen-Lautsprechersysteme folgen meist auch dem Dipolprinzip. Einige Dipol-Lautsprecher besitzen auf der Vorder- und Rückseite symmetrisch angeordnete Lautsprechermembranen. Diese müssen dann zueinander verpolt angeschlossen werden.
Der im Vergleich zu direktstrahlenden Lautsprechern viel höhere Anteil des den Hörer erst etwas später erreichenden indirekten Schalls (vor allem der von der Rückwand reflektierte) führt zu einem meist etwas räumlicheren, luftigeren Klangbild eines Dipol-Lautsprechers im Vergleich zu einem konventionellen, ausschließlich direkt abstrahlenden Lautsprecher.

## Dipol-Basslautsprecher (Subwoofer)
Seit etwa 1996 sind Dipollautsprecher auch als Subwoofer verstärkt in Erscheinung getreten. Der Volumenbedarf der offenen Dipol-Konstruktionen ist erheblich geringer als derjenige von geschlossenen, Bassreflex- oder Bandpasskonstruktionen. Das offene Dipol-Gesamtsystem hat auch praktisch ausnahmslos ein präziseres Impulsverhalten als andere, nicht vollständig offene Prinzipien, da der Q-Faktor des Gesamtsystems praktisch identisch mit dem meist unter 0,5 liegenden Q-Faktor der Lautsprecherchassis ist. Ein Nachschwingen der Membran wird mangels entgegengesetzter Federkraft also wirksam vermieden. Impulskompensierte Varianten mit zwei Lautsprechermembranen haben bei Dipol-Subwoofern den Vorteil, kaum Vibrationen auf das offene Gehäuse zu übertragen (Linkwitz- (1996) oder Ridtahler-Prinzip (2002)). Die Resonanzfrequenz des Gesamtsystems liegt dann außerdem niedriger als diejenige der einzelnen Chassis, so dass eine besonders tief reichende Tieftonwiedergabe möglich ist. Der Klang von Dipol-Subwoofern wird meist als trockener, schneller, genauer und unmittelbarer als bei konventionellen Subwoofern beschrieben. Anders als im Mitteltonbereich dürfte dieser Effekt bei Basslautsprechern nicht so sehr auf die Miteinbeziehung des Raumes (erzeugt zusätzliche Räumlichkeit), sondern auf die elektrischen Parameter des Gesamtsystems, das „freier“ arbeitet als bei konventionellen Konstruktionen, und die Musikinstrumenten ähnelnde Wirkweise (auch das Trommelfell einer Bassdrum arbeitet schließlich als Dipol) zurückzuführen sein. Einziger aber oft entscheidender Nachteil offener Dipol-Subwoofer ist der schlechte elektrische Wirkungsgrad, da viel Schallleistung durch den teilweisen, durch den Verzicht auf ein weitgehend geschlossenes Gehäuse bedingten „akustischen Kurzschluss“ verloren geht. Im Heimkinobereich, wo extreme Pegel bei tiefsten Frequenzen entscheidender sind als ein reines Ausklingspektrum, haben sich Dipol-Subwoofer deshalb bislang nicht durchsetzen können.

## Heimkino
Im Heimkinobereich werden oft Dipole zur Erzeugung eines diffusen Klangbildes als hinterer Raumklang-Lautsprecher eingesetzt. Heimkino-Dipol-Lautsprecher sollten mindestens 0,15 Meter von einer Wand entfernt in einer Höhe von etwa 1,40 bis 2,10 Meter befestigt werden, um den typischen atmosphärischen Kinoklang wiedergeben zu können. Bei THX-zertifizierten Lautsprechersystemen sind Dipol-Lautsprecher als Rücklautsprecher die Regel. Dipol-Lautsprecher verbessern den Klang nicht zwingend deshalb, weil sie auch in der THX-Norm verwendet werden. Diese Norm betrachtet nämlich Tontechnik und Raumakustik zusammen.

## Fazit
Dipole beziehen die Raumakustik ganz besonders mit in das Klangbild ein. Ist die Raumakustik eher schlecht, weil die Wände den Schall sehr stark reflektieren, oder ist bei stereophoner Wiedergabe ein ausreichender Wandabstand (hier sollten es mindestens 1 bis 1,5 Meter sein, damit das Ohr die Raumreflexionen vom Direktschall unterscheiden kann und den indirekten Schall nicht als „Verschmieren“ wahrnimmt) nicht möglich, dann kann es sinnvoller sein, einen normalen Lautsprecher einzusetzen, weil dieser den Klang ohne letztlich signalverändernde Reflexionen abstrahlt. Zwar werden die Wände auch bei einem normalen Lautsprecher den Ton reflektieren, jedoch nicht so stark, weil sie nicht direkt angeregt werden.